# Policratia
Policratia (Griego: Πολυκρατία) (fl. 213 a. C.) fue una mujer argiva, que se casó con Arato el Joven,  hijo del grande estadista Aqueo, Arato de Sición..

Probablemente le dio un hijo, también llamado Arato, quien más tarde se convirtió en embajador de la Liga Aquea. Cuando Arato y su hijo vinieron a la corte de Macedonia, Policratia fue seducida por el joven rey Filipo V, quien, más tarde resolvió envenenar a su suegro y a su marido. Algunas fuentes declaran que ella se casó con Filipo, y se convirtió en la madre de su hijo Perseo, quien sucedió a su padre en 179 a. C.